# Мащенко Олександр Сергійович
Мащенко Олександр Сергійович (нар. 15 листопада 1985) — український плавець, Заслужений майстер спорту України. Паралімпійський чемпіон 2000, 2004 та 2008 років. Бронзовий призер Літніх Паралімпійських ігор 2012 та 2016 років.
Займається плаванням у Донецькому обласному центрі «Інваспорт».
Тотально сліпий спортсмен.
Закінчив Слов'янську загальноосвітню школу-інтернат І-ІІІ ступенів № 23 та Слов'янський державний педагогічний університет (факультет фізичного виховання).

## Відзнаки та нагороди
- Орден «За заслуги» I ст. (19 жовтня 2004) — за досягнення значних спортивних результатів, підготовку чемпіонів та призерів XII літніх Паралімпійських ігор у Афінах, піднесення міжнародного престижу України[3]
- Орден «За заслуги» II ст. (2 листопада 2000) — за досягнення вагомих спортивних результатів на XI Параолімпійських іграх у Сіднеї[4]
- Орден «За мужність» I ст. (4 жовтня 2016) — За досягнення високих спортивних результатів на XV літніх Паралімпійських іграх 2016 року в місті Ріо-де-Жанейро (Федеративна Республіка Бразилія), виявлені мужність, самовідданість та волю до перемоги, утвердження міжнародного авторитету України[5]
- Орден «За мужність» II ст. (17 вересня 2012) — за досягнення високих спортивних результатів на XIV літніх Паралімпійських іграх у Лондоні, виявлені мужність, самовідданість та волю до перемоги, піднесення міжнародного авторитету України[6]
- Орден «За мужність» III ст. (7 жовтня 2008) — за досягнення високих спортивних результатів на XIII літніх Паралімпійських іграх в Пекіні (Китайська Народна Республіка), виявлені мужність, самовідданість та волю до перемоги, піднесення міжнародного авторитету України[7]
- 2012 — почесний громадянин міста Слов'янська[8]